# Leoprechting (Adelsgeschlecht)

Stammwappen derer von Leoprechting

Leoprechting, auch Leuprechting, ist der Name eines alten bayerischen Adelsgeschlechts. Die Herren von Leoprechting gehören zum altbayerischen Uradel. Zweige der Familie bestehen bis heute.

## Geschichte

### Herkunft
Die Familie gehört zum alteingesessenen Adel, deren Vorfahren wahrscheinlich von den Gemeinfreien Altbayerns abstammen. Nach Kneschke gehört zu ihr der bereits 1199 verstorbene Heinrich von Leuprechting, der in Raitenhaslach bei seinen Ahnen bestattet wurde. Urkundlich wird das Geschlecht erstmals 1305 mit Heinrich von Leuprechtting erwähnt. Andreas Buchner nennt in seiner Geschichte von Bayern die Lewprachtinger als zu den ältesten Landständen Niederbayerns gehörig. Angehörige erscheinen in alten Urkunden und Seelgeräten der Klöster Raitenhaslach, St. Veit, Seemannshausen, St. Zeno, Baumburg, Vornbach, Asbach, Fürstenzell und Seligenthal vielfältig.
Leoprechting, der gleichnamige Stammsitz und Sedelhof, liegt bei der oberbayerischen Stadt Neumarkt-Sankt Veit im Landkreis Mühldorf am Inn und ist heute ein Ortsteil der Gemeinde Niedertaufkirchen. Vermutlich blieb die Familie auf Leoprechting im altüberkommenen gemeinfreien Stande bis zum Jahre 1345. Erst nach dieser relativ späten Zeit trugen sie das bis dahin freieigne Leoprechting den Grafen von Ortenburg gegen Empfang von Schloss und Hofmark Panzing (heute Ortsteil von Gangkofen) zu Lehn auf. 1389 wird eine heute abgegangene Burg Leoprechting erwähnt, deren Erbauer die Herren von Leoprechting waren.
Der Name veränderte sich mit der Entwicklung der bayerischen Sprache und durch Lautverschiebung von Lui-, Loi-, Leu- zu Leoprechting. Der Eigenname Luitperaht bedeutet Einem im Heergefolge Strahlenden oder Von seinen Leuten Angesehenen.

### Ausbreitung und Linien
In den bayerischen Stiften, unter anderem zu Berchtesgaden, Freising und Regensburg sowie im bayerischen Malteser- und St. Georgsorden, haben Angehörige vielfältig aufgeschworen und zu allen Zeiten ihre Stiftfähigkeit festgestellt. Bernhard Leuprechtinger regierte von 1446 bis 1473 als Reichsprälat und Propst das Berchtesgadener Land. Er war ab 1455 als erster der Berchtesgadener Stiftspröpste von der „Metropolitangewalt“ des Erzbistums Salzburg befreit und in geistlichen Dingen (Spiritualien) dem Papst direkt unterstellt.
Die Familie teilte sich schon frühzeitig in mehrere Linien, wobei ein Zweig auch ein anderes Wappen (in Silber ein gestürzten, schwarzen Sparren) führte. Die Zugehörigkeit dieses Zweiges zum Stamm Leoprechting ist sehr wahrscheinlich, da dessen Angehörige ebenfalls ursprünglich in Leoprechting saßen, was eine Siegelanfertigung von 1388 und ein Grabstein von 1409 bestätigt. Die Zweiglinie mit dem Sparrenwappen blühte noch im 16. Jahrhundert in Niederösterreich.
Ein großer Ast auf Panzing, der sich mehrfach verzweigte, erlosch bereits 1707 vollständig. Von der vielfach aufgeteilten Hauptlinie Leoprechtingen konnten nur die zwei Hauptäste von Oberellenbach (heute Ortsteil von Mallersdorf-Pfaffenberg) und Döltsch (heute Ortsteil von Kirchendemenreuth) und von Altrandsberg (heute Gemarkung von Miltach) und Irlbach in die neuere Zeit gelangen.
Der Stammvater der jetzigen Freiherren von Leoprechting ist Martin von Leoprechting zu Leuprechting († 1548), der mit seiner ersten Gemahlin Anna von Laglberg der Begründer der älteren Linie zu Oberellenbach und Döltsch und mit seiner zweiten Gemahlin Felicitas von Pelkhoven, Erbin von Moosthenning, Gründer der jüngeren Linie zu Altrandsberg wurde. Sein Enkel aus erster Ehe, Elias von Leoprechting zum Train auf Oberellenbach († 1617) war verheiratet mit Walpurga von Schlammersdorf. Sein Sohn Hans Georg von Leoprechting zu Oberellenbach, Döltsch und Steinberg heiratete Anna Margaretha von Sickenhausen. Beide sind in Steinberg (jetzt Steinberg am See in der Oberpfalz) begraben.
Hans Georgs Enkel, Hans Bernhard und Wolfgang Christoph, teilten diese Linie in zwei Äste. Aus dem älteren Ast stammte Wilhelm von Leoprechtingen († 1765), Sohn von Hans Bernhard Freiherr von Leoprechting und der Caecilie Maria Franzisca von Hauzenberg, er war kurpfälzischer Wirklicher Geheimer Rat und Pfleger in Allersberg. Aus seiner Ehe mit Franzisca von Myhlen aus dem Haus Kleinbüche († 1748) ging Joseph von Leoprechting († 1811), Herr zu Leoprechting und Panzing, zu Altwiesloch, Bayertal und Rohrbach, kurpfälzischer Kämmerer und Geheimrat, Präsident zu Heidelberg, Pfleger in Allersberg und Oberamtmann in Mosbach hervor.

Aus dem jüngeren Ast kamen unter anderem Freiherr Wolfgang († 1741), Bruder des oben genannten Hans Bernhard, kurpfälzischer Oberburggraf zu Heidelberg und Oberst und Bernhard († 1780), kurpfälzischer Hauptmann, der in zweiter Ehe mit Xaveria Freiin von Adelmann von Adelmannsfelden († 1814) verheiratet war. Joseph (I.), er starb 1851, wurde kurbayerischer Kämmerer und Appellationsgerichtsrat zu Neuburg an der Donau und Freiherr Joseph (II.) war kurbayerischer Kämmerer und Landrichter zu Göppingen in Württemberg.
Martins Enkel aus zweiter Ehe, Hans Georg von Leoprechting auf Moosthenningen, vermählt mit Sophia von Hinterskirchen, gründete die jüngere Linie zu Altransberg. Zu seinen direkten Nachkommen gehörte wahrscheinlich Wolfgang Christoph von Leoprechting zu Steinberg, der Oberst und Kommandant im Dreißigjährigen Krieg war. Ein weiterer Nachkomme war Hans Wolfgang von Leoprechting († 1689), Pfleger und Landrichter in Kelheim, der mit Maria Scholastika von Faber verheiratet war und die Herrschaft Altrandsberg erwarb. Sein Sohn Hans Georg Wolfgang († 1717) wurde ebenfalls Landrichter in Kelheim, Kämmerer und Landeshauptmann. Aus seiner Ehe mit Domenica Freiin von Giese, Erbe von Lohe und Menning, ging Heinrich Christoph von Leoprechting († 1764), kurbayerischer und kurkölnischer Kämmerer, hervor.

### Standeserhebungen
Elias Leoprechting erhielt am 7. Juni 1592 zu Prag eine kaiserliche Wappenbesserung im Adelsstand.
Eine kaiserliche Wappenmehrung erhielt Hans Paul von Leoprechting auf Ober-Ellenbach, Kanonikus und Scholaster im Domstift zu Regensburg, und das Gesamtgeschlecht am 10. Dezember 1653 zu Regensburg.
Hans Rudolf von Leoprechting, Domherr zu Freising, wurde am 1. Januar 1685 zu Wien in den Reichsfreiherrenstand erhoben. Er und Johann Georg Wolf von Leoprechting auf Alt-Randsberg erhielten eine kurfürstlich-bayerische Anerkennung und Ausdehnung des Freiherrenstandes am 3. April 1694.
Franz Xaver Freiherr von Leoprechting aus dem Haus Altrandsberg, bayerischer Kämmerer und Regierungsrat außer Dienst in Straubing, wurde zusammen mit seiner Schwester und Joseph Freiherr von Leoprechting aus dem Hause Döltsch auf Ober-Ellenbach, bayerischer Kämmerer und Appellationsgerichtsrat in Neuburg mit seinen Vettern und Basen am 21. Juni 1813 bei der Freiherrenklasse der Adelsmatrikel im Königreich Bayern eingetragen. Ebenfalls bei der Freiherrenklasse wurde am 13. Dezember 1813 Heinrich Joseph Freiherr von Leoprechting aus dem Hause Irlbach, bayerischer Kämmerer, Major à la suite und Oberpostamtsinspektor in Regensburg immatrikuliert.

## Wappen

### Stammwappen
Das Stammwappen ist mit einer Stufe (Staffel) von Silber und Schwarz geteilt. Auf dem bekrönten Helm zwei Büffelhörner wie im Schild, die Stufe auf dem vorderen auf- und dem hinteren absteigend. Die Helmdecken sind schwarz-silbern.

### Freiherrliches Wappen
Das gemehrte freiherrliche Wappen von 1694 ist geviert und belegt mit einem roten Mittelschild, darin auf einer schwarzen Stufe ein gekreuzter zweischwänziger goldener Löwe. 1 und 4 das Stammwappen, 2 und 3 in Silber ein gestürzter schwarzer Sparren. Das Wappen hat drei Helme mit schwarz-silbernen Helmdecken, rechts der Stammhelm, auf dem mittleren der Löwe, auf dem linken ein mit dem Sparren belegter mit einer silbernen und zwei schwarzen Straußenfedern besteckter schwarzgestulpter heidnischer Hut. Als Schildhalter rechts ein goldener Löwe, links ein silbernes Einhorn.

### Wappengeschichte
Nach dem Erlöschen der Zweiglinie mit dem Sparrenwappen bat der Domherr zu Regensburg, Johann (Hans) Paul von Leoprechting, 1553 den Kaiser um das erledigte Wappen (in Silber ein schwarzer Sturzsparren) mit dem Hinweis:
„[…] ihr vor bereits vierhundert Jahren geführte adeliges Wappen sei hernachmals von ihnen selbsten in zwei unterschiedliche Wappen und Linien verteilt worden, an jeßto aber durch der einen absterbenden wiederum auf ihn gefallen […]“
Ausgestellt durch Diplom in Regensburg am 10. Dezember 1653 (siehe Standeserhebung).
Eine Missheirat des Georg von Leoprechting zu Penzing, aus der Hans hervorging und dadurch Träger des Namens und Wappens von Leoprechting wurde, gab Elias von Leoprechting Veranlassung, von Kaiser Rudolf II. für sich und die Seinigen eine Besserung des Wappens zu erbitten. Diese wurde 1592 erteilt: Auf der Krone des Helmes zwischen den Büffelhörner ein sitzender natürlicher Leopard mit über sich geschlagenem Schwanz. Auch von der Wappenunion aus dem Jahre 1653 war Hans von Leoprechting zu Penzing ausdrücklich ausgeschlossen.
Das Wappen der Familie Leoprechting erscheint noch heute als Schildlein im Wappen der Oberpfälzer Gemeinde Miltach.

Wappen der Gemeinde Miltach

## Bekannte Familienmitglieder
- Bernhard II. Leoprechtinger († 1473), Reichsprälat und Propst des Klosterstifts Berchtesgaden (1446–1473)
- Johann Paul von Leoprechting (1594–1672), Regensburger Domkapitular und Historiker
- Karl von Leoprechting (1818–1864), Volkskundler und Genealoge
- Ferdinand von Leoprechting (1846–1920), bayerischer Generalmajor
- Hubert von Leoprechting (1897–1940), bayerischer Separatist und Publizist
- Rainhardt von Leoprechting (* 1950), deutscher Manager und Head of Corporate Relations der Metro Group